# One More Story
One More Story är det tredje studioalbumet av Peter Cetera. "Save me" användes i vinjetten för TV-serien Baywatch tidigt i serien innan den ersattes av "I'm Always Here" av Jimi Jamison.

## Låtförteckning
1. "Best Of Times" – 4:13
2. "One Good Woman" – 4:35
3. "Peace Of Mind" – 4:25
4. "Heaven Help This Lonely Man" – 4:25
5. "Save Me" – 4:21
6. "Holding Out" – 5:12
7. "Body Language (There In The Dark)" – 4:44
8. "You Never Listen To Me" – 4:54